# Zhemgang (plaats)
Zhemgang is een plaats in Bhutan en is de hoofdplaats van het district Zhemgang.
In 2005 telde Zhemgang 2332 inwoners.